# Blanzy-la-Salonnaise
Blanzy-la-Salonnaise è un comune francese di 337 abitanti situato nel dipartimento delle Ardenne nella regione del Grand Est.

## Società

### Evoluzione demografica
Abitanti censiti